# أحمد برين
الشيخ أحمد برين (1939 - 1 يوليو 2015) هو منشد ديني ومغني مصري، عرف براوية التراث الشعبي في صعيد مصر.

## حياته
ولد أحمد برين في قرية سلوا بحري بمحافظة أسوان سنة 1939 لعائلة تعود أصولها لقبيلة الجعافرة، وكان كفيفًا، وتغلب علي ذلك بذكائه وقدرته على الحفظ، تلقى تعليمه في كتاب قرية مجاورة (مكان لحفظ القرآن)، وفي الستينيات من القرن العشرين حصل على درجة الليسانس من كلية أصول الدين جامعة الأزهر. هو خال المنشد محمد العجوز.

## مسيرته
انتقل برين إلى قرية الدير بإسنا محافظة الأقصر، ليستقر هنالك، وذاع صيته في عالم الإنشاد والمديح الديني باللهجة الصعيدية، وكذلك رواية السير الشعبية.
إستخدام برين آلة الدف والرق والباز في تلحين قصائد الشعر وكان يرتجال في المناسبات القومية ومنها ثورة 23 يوليو ورحيل الملك فاروق، وحرب أكتوبر.
تميز أسلوب برين في غناء الموال الشعبي، فكان يمزج مدح النبي بالحديث عن الدنيا ومواعظ الحياة، وكذلك قصص الأنبياء والدروس المستفادة منها، كذلك احتراف الإنشاد الديني القبطي، فكان يحي الليالي القبطية، كما كان ضيفًا دائمًا على مولد السيدة العذراء في محافظة أسيوط.
وصلت شهرته إلى الدول العربية والأوروبية، ومن أبرز أعماله الأنشودة الصوفية (سيدنا موسى والخضر) و(يا حمام بتنوح ليه).

### تعاونه مع العجوز
تعاون برين مع ابن أخته المنشد محمد العجوز، وقدما الإثنين الكثير من الأعمال الناجحة، من أهمها مديح (السفينة) و(فرش وغطا).
قرر العجوز بعد ذلك بسنوات أن ينفصل عن برين ويتوجه للقاهرة، ليسطع نجمع محليًا وعالميًا إلى أن توفى العجوز إثر حادث في أبريل سنة 2010.

### أعماله
- أقسمت بالكهف والبقرة وسورة العصر.
- لما نداني.
- دنيا غروره.
- ياحمام بتنوح ليه.
- فرش وغطا.
- ليه يا زمان متديش للأصيل عدلو.
- هجروني مع المجاريح.
- بتلومني ليه .
- مدد يا مدد.

## أعلام
يعد تتر مسلسل واحة الغروب من شعر وارتجال برين.